# Cormiso da Bulgária
Cormiso (em latim: Cormisus; em grego: Κορμισός; romaniz.: Kormisós; em búlgaro: Кормисош; romaniz.: Kormisoš) foi um cã búlgaro do século VIII. A Nominália dos Cãs Búlgaros afirma que ele pertencia ao clã Vokil e governou por 17 anos. De acordo com a cronologia desenvolvida por Moskov, Cormiso teria reinado entre 737 e 754. As demais datam seu reinado no período entre 753 e 756, mas nenhuma delas pode ser reconciliada com a Nominália (ou exigiria a um suposto período de co-governo).
A Nominalia reforça o fato de que a ascensão de Cormiso representa uma mudança de dinastia, mas não esclarece se ela ocorreu de forma violenta. 

## História
O reinado de Cormiso iniciou um prolongado período de conflito contra o Império Bizantino. O imperador Constantino V Coprônimo começou a fortificar a fronteira e a assentar armênios e sírios na Trácia bizantina. Como resposta, Cormiso exigiu o pagamento de tributos, provavelmente um aumento do que já era pago. Recusado, Cormiso atacou a Trácia e chegou até a Muralha Anastácia, que se estendia por 40 quilômetros à frente de Constantinopla, ligando o Mar Negro e o Mar de Mármara. Constantino marchou com seu exército, derrotou os búlgaros e os pôs em fuga. O conflito foi resolvido com um tratado de paz entre Cormiso e Constantino que provavelmente confirmou o status quo ante bellum. Alguns autores propõem que esta derrota teria provocado um golpe de estado que terminou o governo de Cormiso, mas o seu sucessor, Vineque, pode ter sido da mesma casa real.
A compilação do século XVII dos búlgaros do Volga, Ja'far Tarikh, uma obra cuja autenticidade é disputada, apresenta Korymdjes (Cormiso) como sendo neto do lado materno de Ajjar, um governante desconhecido em outras fontes e que é possivelmente um dos dois nomes danificados na Nominália (o outro seria Cormésio). De acordo com esta mesma obra, Cormiso teria sido escolhido como governante depois da deposição de Sevar e abdicou em prol do filho de sua irmã, Buneque (Vineque).